# Sara y el arcángel
Sara y el arcángel es un fresco ejecutado por el pintor rococó italiano Giovanni Battista Tiepolo. Data de los años 1726-1728 y mide, aproximadamente, 4 metros de alto por 2 de ancho. Se conserva en el lugar de ejecución, el Palazzo Arcivescovile de Údine, esto es, el Palacio Arzobispal de Údine, Italia.
Tiepolo pintó escenas del Antiguo Testamento en los frescos del Palazzo Arcivescovile de Údine. En esta se representa el episodio de Sara con el arcángel que le anuncia que será madre.
Según el libro del Génesis, aunque Dios le prometió a Abraham ser el padre de naciones, Sara era estéril. Para ayudar a su marido a cumplir su destino, ella le ofreció a su esclava Agar como concubina. Agar se quedó embarazada de forma inmediata y comenzó a despreciar a su señora. Sara amargamente se quejó a su esposo, y éste le dijo que hiciera con su criada lo que quisiera. El duro trato que Sara le dio a Agar la forzó a huir al desierto con su hijo Ismael, donde encontró a un ángel que le anunció que sus hijos serían numerosos y le urgió a que regresara con su señora. 
En el Capítulo 18 del Génesis, Dios envió tres ángeles disfrazados de hombres para informar a Abraham y Sara de que la pareja próximamente tendría un hijo, Isaac. Abraham se rio con alegría ante tales noticias, pues tendría 100 años en el momento del nacimiento, pero Sara rio con duda, pues sería de 90 años y ya hacía tiempo que había pasado la menopausia («a Sara le había cesado ya la costumbre de las mujeres»). Este es el momento representado en el fresco de Údine: un ángel le anuncia a Sara, ya anciana, que va a ser madre.
Tiepolo utiliza colores claros. Sara va vestida a la moda de la época, y el ángel luce una túnica bordada y una capa anaranjada. Se representa el acontecimiento con proximidad, buscando la verosimilitud en la representación humana. 